# Coleção de meteoritos do Museu Nacional do Brasil

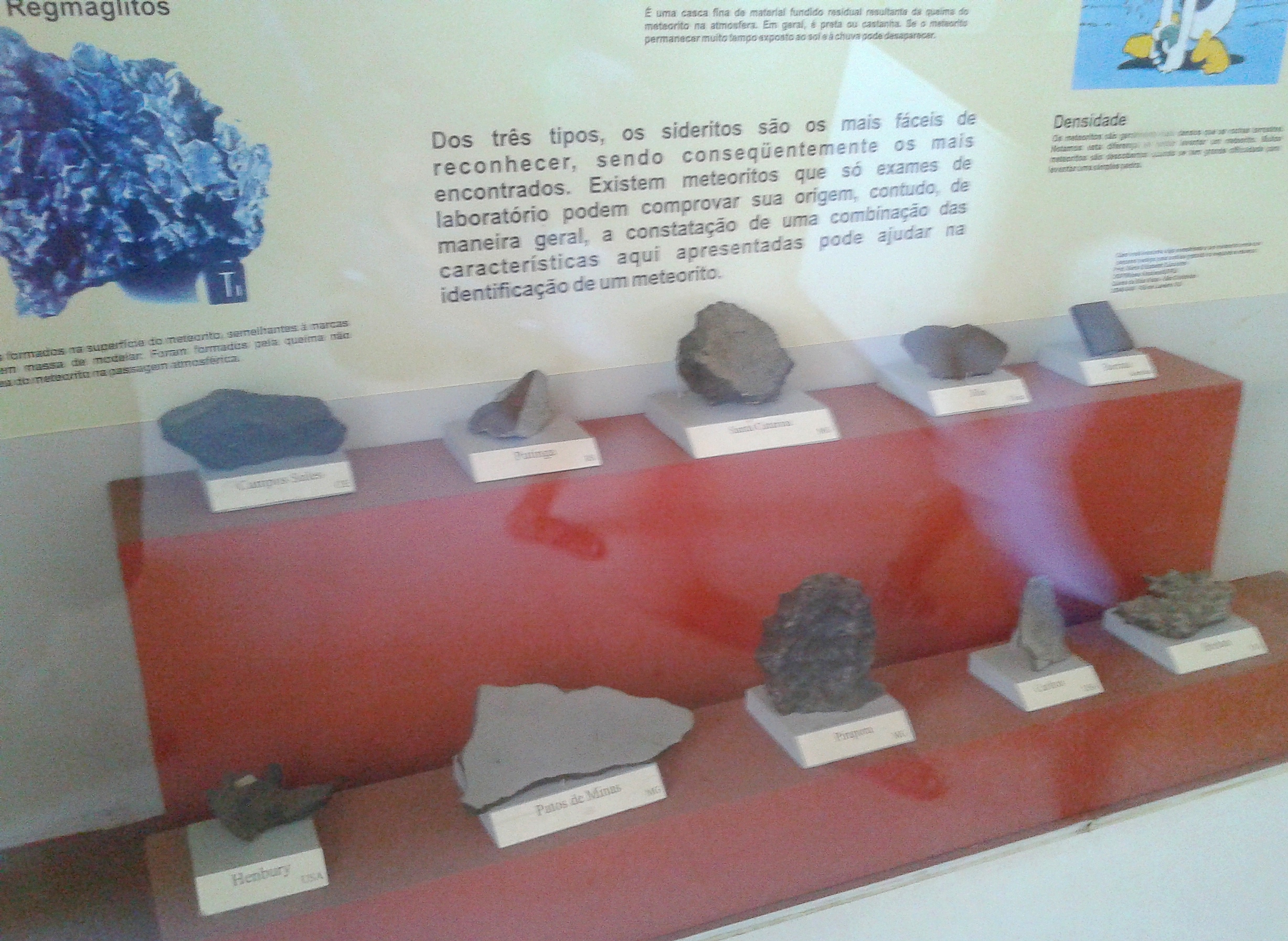
Exposição de meteoritos no museu.

As coleções do Museu Nacional do Brasil incluem uma exposição de meteoritos descobertos no Brasil e em outros países.
Um dos mais importantes meteoritos que estava em exposição é o meteorito de Bendegó, que pesa mais de 5.000 kg e foi descoberto em 1784. Ele sobreviveu ao incêndio que destruiu o museu em 2018 sem grandes danos.
| Imagem | Nome                          | Tipo       | Local de descoberta                    | Ano  | TKW      | Notas                                                            |
| ------ | ----------------------------- | ---------- | -------------------------------------- | ---- | -------- | ---------------------------------------------------------------- |
|        | Meteorito Avanhandava         | Condrito   | Avanhandava, São Paulo, Brasil         | 1952 | 9.33 kg  | Composto em sua maior parte de ferro (27.15%) e olivina (17.3%). |
|        | Meteorito do Bendegó          | Siderito   | Bahia, Brasil                          | 1784 | 5260 kg  | É o maior meteorito de ferro já encontrado em solo brasileiro.   |
|        | Meteorito Brenham             | Pallasite  | Estados Unidos                         |      |          |                                                                  |
|        | Meteorito Campos Sales        | Condrito   | Ceará, Brasil                          | 1991 |          | [ 7 ]                                                            |
|        | Meteorito Carlton             | Siderita   | Hamilton County, Texas, Estados Unidos |      |          | [ 8 ]                                                            |
|        | Meteorito Glen Rose           |            | Glen Rose, Estados Unidos              |      |          |                                                                  |
|        | Meteorito Henbury             | Siderita   | Austrália                              | 1922 |          | [ 9 ]                                                            |
|        | Meteorito Krasnojarsk         | Pallasita  | Rússia                                 | 1749 |          | [ 10 ]                                                           |
|        | Meteorito Pará de Minas       | Siderita   | Minas Gerais, Brasil                   | 1934 | 112 kg   |                                                                  |
|        | Meteorito Patos de Minas      | Octaedrito | Minas Gerais, Brasil                   | 1925 | 218.4 kg | Composto de ferro e níquel.                                      |
|        | Meteorito Pirapora            | Siderita   | Minas Gerais, Brasil                   |      |          | Composto de ferro e níquel.                                      |
|        | Meteorito Santa Catarina      | Siderita   | Santa Catarina, Brasil                 | 1875 |          | [ 13 ]                                                           |
|        | Meteorito São João Nepomuceno | Siderita   | São João Nepomuceno, Brasil            |      |          | [ 14 ]                                                           |